# Рётенбах-ан-дер-Пегниц
Рётенбах-ан-дер-Пегниц (нем. Röthenbach an der Pegnitz) — город и городская община  в Германии, в Республике Бавария.
Подчинён административному округу Средняя Франкония. Входит в состав района Нюрнберг.  Население составляет 11 826 человек (на 31 декабря 2010 года). Занимает площадь 14,27 км². Региональный шифр  —  09 5 74 152. Местные регистрационные номера транспортных средств (коды автомобильных номеров) (нем. Kraftfahrzeugkennzeichen) — LAU.
Город подразделяется на 7 городских районов.

## Население
По оценке на 31 декабря 2015 года население общины составляет 11 823 чел.
| Дата      | 1840 | 1871 | 1900 | 1925 | 1939 | 1950 | 1961  | 1970  | 1987  | 2011  |
| --------- | ---- | ---- | ---- | ---- | ---- | ---- | ----- | ----- | ----- | ----- |
| Население | 439  | 647  | 2492 | 5987 | 7491 | 9254 | 10259 | 11325 | 11899 | 11822 |

| Год       | 1960  | 1970  | 1980  | 1990  | 2000  | 2009  | 2010  | 2011  | 2012  | 2013  | 2014  | 2015  |
| --------- | ----- | ----- | ----- | ----- | ----- | ----- | ----- | ----- | ----- | ----- | ----- | ----- |
| Население | 10042 | 11375 | 12438 | 12646 | 12154 | 11873 | 11826 | 11791 | 11788 | 11802 | 11807 | 11823 |